# K-리그 스타즈 2001
K-리그 스타즈 2001(K-LEAGUE STARS 2001)은 일렉트로닉 아츠가 2000년 4월 28일 대한민국에서 발매한 스포츠 게임 소프트웨어이다. EA 스포츠에서 당시 FIFA 2000부터 K-리그가 수록될 것이라는 발표와 달리 막상 출시가 되었을 때에는 K-리그가 미포함된 상태였다.(클래식 팀으로 부산 대우 로얄즈 97-98만 포함된 상태였다.) 이에 반발한 유저들이 EA 스포츠에 항의하는 사태가 발생하자, 이를 진화하기 위해 EA 스포츠 측에서는 당시 영국에서 발매하였던 프리미어리그 스타즈 2001 엔진(FIFA 99 개량 엔진)을 이용하여 최초의 K-리그 라이센스를 체결한 게임인 K-리그 스타즈 2001을 발매하게 된다. EA 스포츠 최초의 한글화, 한국어 해설(캐스터 정지원, 해설 신문선)과 대한민국 가수 마루(Maroo)의 노래가 OST로 포함되었고 당시 실존했던 K-리그 10개 구단과 경기장이 모두 등장하였다. 또 K-리그 일정과 컵대회 등이 충실히 반영되었다. 이후 FIFA 2001부터 K-리그가 수록됨에 따라 더 이상 후속작은 발매되지 않았다.
스타즈 시리즈는 당시 대한민국보다 먼저 잉글랜드, 독일, 스페인, 프랑스에서 각 리그 라이센스를 채결하여 각 리그 명칭이 포함된 스타즈 시리즈를 발매하였고 후속작인 2001부터 타이틀 뒤에 연도제를 도입하였으나 모두 2001을 마지막으로 더 이상 발매되지 않았다.

## 수록 내용
K-리그 스타즈 2001에는 2000년 당시 존재했던 K-리그의 10개 구단의 팀과 각 구단의 경기장이 전부 수록되었다.

### 수록된 팀과 경기장
- 대전 시티즌: 한밭종합운동장
- 부산 아이콘스: 구덕종합운동장
- 부천 SK: 부천종합운동장
- 성남 일화 천마: 성남종합운동장
- 수원 삼성 블루윙즈: 수원종합운동장
- 안양 LG 치타스: 안양종합운동장
- 울산 현대 호랑이: 울산종합운동장
- 전남 드래곤즈: 광양축구전용구장
- 전북 현대 다이노스: 전주종합경기장
- 포항 스틸러스: 포항스틸야드

## 같이 보기
- FIFA 시리즈
- K리그 위닝 일레븐 8 아시아 챔피언쉽
- K리그 위닝 일레븐 9 아시아 챔피언쉽